# Hansjörg Hofer
Mons. Hansjörg Hofer (* 14. dubna 1952, Stumm) je rakouský římskokatolický duchovní a pomocný biskup salcburské arcidiecéze.

## Život
Narodil se 14. dubna 1952 ve Stummu.
Vstoupil do kněžského semináře v Salcburku. Studoval na Univerzitě Salcburk, kde získal titul doktora teologie. Dne 27. června 1976 byl vysvěcen na kněze a inkardinován do salcburské arcidiecéze. Po vysvěcení se stal ceremoniářem a sekretářem arcibiskupa.
Od roku 1979 působil ve farnosti Hallein a později v Mittersillu. Roku 1992 byl jmenován kanovníkem metropolitní kapituly Salcburku a kancléřem arcidiecéze. Následně mu byl udělen titul Preláta Jeho Svatosti. Od roku 2006 působil jako generální vikář arcidiecéze. Zastával funkci děkana kapituly.
Dne 31. května 2017 jej papež František jmenoval pomocným biskupem salcburské arcidiecéze a titulárním biskupem z Abziri. Biskupské svěcení přijal 9. července z rukou arcibiskupa Franze Lacknera a spolusvětiteli byli arcibiskup Alois Kothgasser a biskup Benno Elbs.